# Федоров Віктор Миколайович
Федоров Віктор Миколайович (нар. 3 квітня 1962 — пом. 25 березня 2009) — український бізнесмен, генеральний директор Заводу електронно-променевої металургії ТОВ «Фіко», місто Київ, меценат.

## Біографія
Народився 3 квітня 1962 року в с. Ромейки, Володимирецького району, Рівненської області, Україна. Закінчив 8 класів загальноосвітньої школи в 1977 році, отримав похвальну грамоту. Згідно з автобіографічною статтею:

«Приїхав в Рівненський сільгосптехнікум вступати на бухгалтерський факультет без екзаменів. Та — спізнився, місць для вступу без екзаменів, як виявилося, мені не вистачило».

Йому запропонували написати вступну заяву на будівельний факультет. Значний дискомфорт в житті Віктора створював той факт, що до віку 22, зріст його становив 135 см у зв'язку з цим, хлопець відчував вплив комплексу меншовартості. Та все ж таки він вступив на бухгалтерський факультет. Закінчив технікум в 1984 році. Після двох невдалих спроб стати студентом юридичного факультету Київського університету, Віктор спробував втретє, спроба видалася успішною. За зі спогадами самого Віктора, він мав бажання, щоб зріст його відповідав мінімальному показнику, при якому чоловік може служити в армії — 151 см. 153 см у 26 років після 4 років посилених занять спортом. Ось опис події, що деякою мірою вплинула на вищезгаданий факт, від першої особи:

«Заслужений майстер спорту з боротьби Валерій Дядковський, вишикував увесь курс — 176 чоловік, крокував вздовж і показував на людей, яким давав вказівку: „Завтра — на борцівський килим“».

Згідно з оповідями самого Віктора, він зловживав алкоголем, мали місце суїцидальні прояви та загальна особиста невизначеність до віку 39 років. Причиною зміни стилю життя та поведінки після 2001 року він називав християнство.

## Діяльність
Віктор Федоров очолював, тобто був генеральним директором та володарем 99 % уставного капіталу найбільшого в Україні заводу високотехнологічної обробки титану ТОВ «ФІКО». Основний вид виробництва підприємства — титанові злитки, виплавлені електронно-променевим методом. Значна частина знайомих Віктора відзначають його соціальну діяльність за типом мецената.

## Викрадення, можливі мотиви вбивства
Ввечері 25 березня 2009 року Віктор виїхав з роботи на своєму авто «Lexus Е-5350» та тримав шлях додому — в село Крюківщина. Близько 21:30 сестра виявила недалеко від будинку автомобіль із працюючим двигуном та відчиненими дверима. Коли вона спробувала набрати його мобільний, то виявилось, що телефон знаходився в машині. Тоді за фактом зникнення Віктора Федорова порушили кримінальну справу.
Вранці 27 березня 2009 року на бульварі Лесі Українки, на шляху до місця роботи, стався замах на життя головного бухгалтера та співвласника ТОВ «Фіко» Валентини Шаповал. У тяжкому стані вона була доставлена в лікарню з важкими тілесними пошкодженнями. За фактом нападу була порушена кримінальна справа.
За повідомленнями Інтерфакс-Україна — у неділю, 5 квітня 2009 року, було скоєно спробу силового захоплення ТОВ «Фіко» (Київ), що займається переробкою титану, згідно з заявами Антирейдерського союзу підприємців України. Як повідомив журналістам директор союзу Андрій Семидидько на пресконференції в агентстві «Інтерфакс-Україна» в понеділок, йому подзвонив дехто, який стверджував, що представляє нових власників, і його не допускають на підприємство.
Стало відомо, що 4 березня в державному реєстрі було змінено власника ТОВ «Фіко». Згідно з протоколом, новим директором компанії був призначений дехто Ризунов Максим Вікторович. Журналістам продемонстрували копію протоколу від 26 лютого, на якому стояли підписи В. Федорова та В. Шаповал. Це були фіктивні документи.
5 квітня близько 40 озброєних чоловіків, у супроводі двох працівників юридичної фірми «Гарантія», спробували захопити підприємство. Були зламані сейфи, перерита вся документація, комп'ютери упаковані в сумки. Під час нападу було поранено охоронця «Фіко». Працівники компанії викликали міліцію, яка затримала усіх учасників рейдерської атаки та вилучила у них зброю.

## Епілог
Тіло було знайдене 29 квітня на дні озера в Переяславі-Хмельницькому.
2 травня 2009 року Федоров В. М. був похований в с. Ромейки Рівненської обл.
2014 року вбивцю Віктора Федорова приговорили до 13 років ув'язнення.